# Mission Hollywood
Mission Hollywood war eine deutsche Castingshow auf RTL mit Til Schweiger als Moderator, die in acht Teilen eine geeignete Nachwuchsschauspielerin für eine Rolle im dritten Teil des Hollywood-Films Eclipse – Bis(s) zum Abendrot suchte.

## Ablauf einer Folge
Im ersten Teil einer Folge wurden meist Übungen absolviert (etwa zur Verbesserung der amerikanischen Aussprache) und bestimmte Aufgaben gestellt. Dabei konnte eine Kandidatin bereits sicher in die nächste Folge vorrücken. Außerdem gab es kleine Rollen in Filmen oder Serien zu gewinnen (beispielsweise in Doctor’s Diary). Wichtigster Teil der Sendung war dann der Dreh eines Demobandes, wobei kurze Ausschnitte aus bekannten Filmen nachgespielt wurden. Am Ende entschied die dreiköpfige Jury, wer die Sendung verlassen musste. Dabei wurden zunächst drei (bzw. zwei) Wackelkandidatinnen festgelegt, die sich ein zusätzliches Mal darstellen durften, etwa mit dem Halten einer Oscar-Dankesrede. Eine von ihnen schied schließlich aus.

## Jury
- Erster Juror war Moderator und Schauspieler Til Schweiger.
- Zweiter Juror war Schauspielcoach Bernard Hiller, der auch einige Trainings in den Sendungen leitete.
- Der dritte Juror wechselte von Sendung zu Sendung.

## Folgen und Kandidaten
| Sendung    | Ausgeschieden                                                  | Gastjuror          | Filmszenen                                                                  | Vergebene Rolle |
| ---------- | -------------------------------------------------------------- | ------------------ | --------------------------------------------------------------------------- | --- |
| Show 1     | Nessi Bühler Vaja Rottenburg Julia Baukus                      | Heiner Lauterbach  | Harry und Sally 9½ Wochen Eiskalte Engel                                    | Friederike für Doctor’s Diary                                                                                          |
| Show 2     | Juliane Kammerl                                                | Carmen Electra     | American Pie – Wie ein heißer Apfelkuchen Ein Chef zum Verlieben Love Vegas | alle bei The Price is Right                                                                                            |
| Show 3     | Yesim Sery                                                     | Michael Schaefer   | Dirty Dancing Pulp Fiction                                                  | Synchronsprecherrolle bei Dr. House für Sabrina                                                                        |
| Show 4     | Vanessa Valentine                                              | Daniel Hetzer      | Monster Misery                                                              | Annika für Burn Notice                                                                                                 |
| Show 5     | Niemand                                                        | Moritz Bleibtreu   | Eine schrecklich nette Familie                                              | Sabrina für einen Mercedes-Werbespot                                                                                   |
| Show 6     | Miriam-Anna Schrötter Friederike Lohrer (stieg freiwillig aus) | Ute Emmerich       | Ein unmoralisches Angebot Enthüllung                                        | Margarita als Leiche bei Bones – Die Knochenjägerin                                                                    |
| Halbfinale | Dina Babajic                                                   | Thomas Kretschmann | GoldenEye                                                                   | |
| Finale     | Margarita Ruhl Annika Ernst                                    | Erwin Stoff        | Keinohrhasen Twilight                                                       | Margarita bei Musikvideo von Lady Gaga Annika und Margarita bei Zweiohrküken Sabrina bei Eclipse – Bis(s) zum Abendrot |

Gewinnerin wurde Sabrina Frank. Die gedrehte Szene in Eclipse – Bis(s) zum Abendrot wurde nicht für den veröffentlichten Film verwendet.

## Quoten
Nach einem anfänglichen Marktanteil in den ersten drei Ausgaben beim jungen weiblichen Publikum zwischen 14 und 29 Jahren von 25,5 Prozent, rutsche dieser immer weiter ab. In der dritten Folge hatte die Show bei der breiter gefassten Zuschauerschicht zwischen 14 und 49 Jahren nur noch einen Marktanteil von 11,5 Prozent und wurde auf Grund dessen nach der dritten Folge aus der Primetime am Montagabend auf Samstagnachmittag verlegt.

## Kritiken
- „Schauspielerische Facetten und ein eigener Kopf sind in der Schweiger-Show nicht gefragt. Es geht um billigste Oberflächenreize und erotische Barbie-Qualitäten.“ (stern.de)[4]
- „Wird sonst angeblich nach Gesangs-, Tanz- oder Laufstegtalent gecastet, ist man hier zumindest ehrlich: Gewinnen kann nur, wer sich am überzeugendsten als Sex-Objekt verkauft. Schweiger lässt von der Besetzungscouch, quatsch, vom Besetzungstisch wissen, da habe auf seiner Erotik-Skala ‚schon was ausgeschlagen‘.“ (Süddeutsche Zeitung)[5]
- „Die Zurichtung von Frauen als Ware, wie sie die Produktionsfirma Tresor TV bereits erfolgreich bei ‚Germany’s Next Topmodel‘ erprobte, findet in ‚Mission Hollywood’ ihre Fortführung. Fast ausnahmslos müssen die Kandidatinnen ihr Können vor Männern präsentieren.“ (Spiegel Online)[6]